# شیرین‌ژد آمریکایی
شیرین‌ژد آمریکایی (نام علمی: Liquidambar styraciflua) نام یک گونه از سرده شیرین‌ژد است.

## نگارخانه

Liquidambar styraciflua - شیرین‌ژد آمریکایی
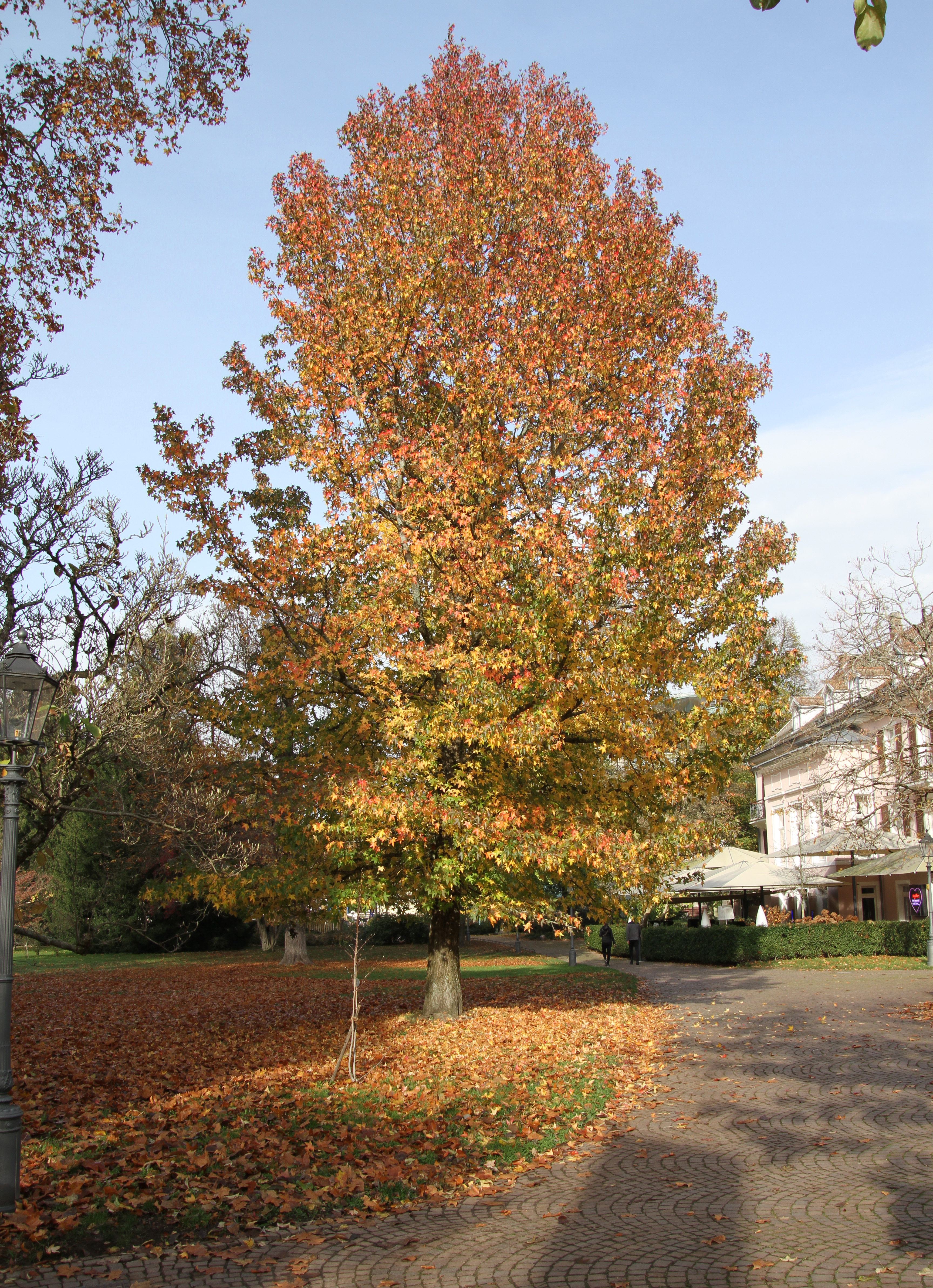
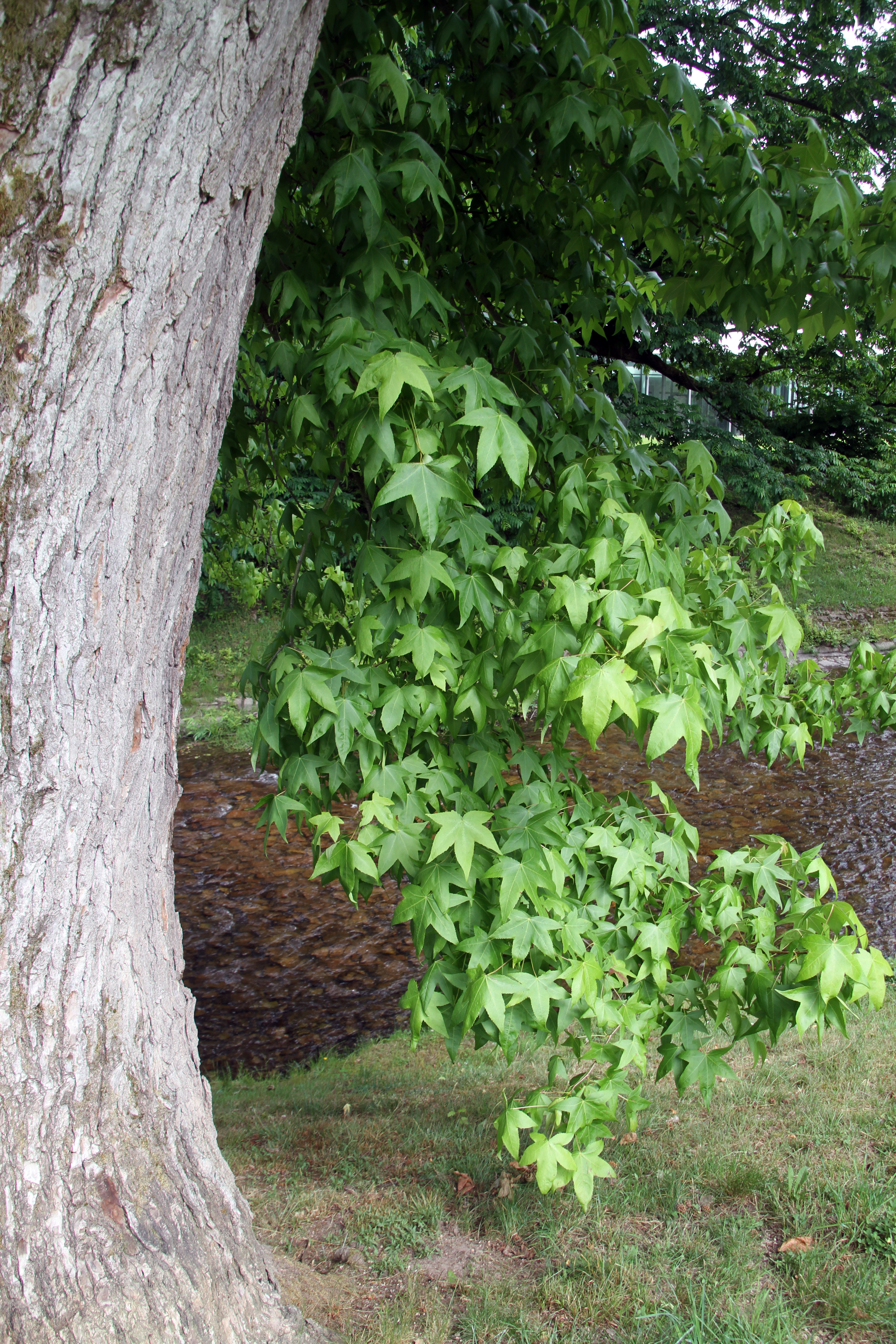
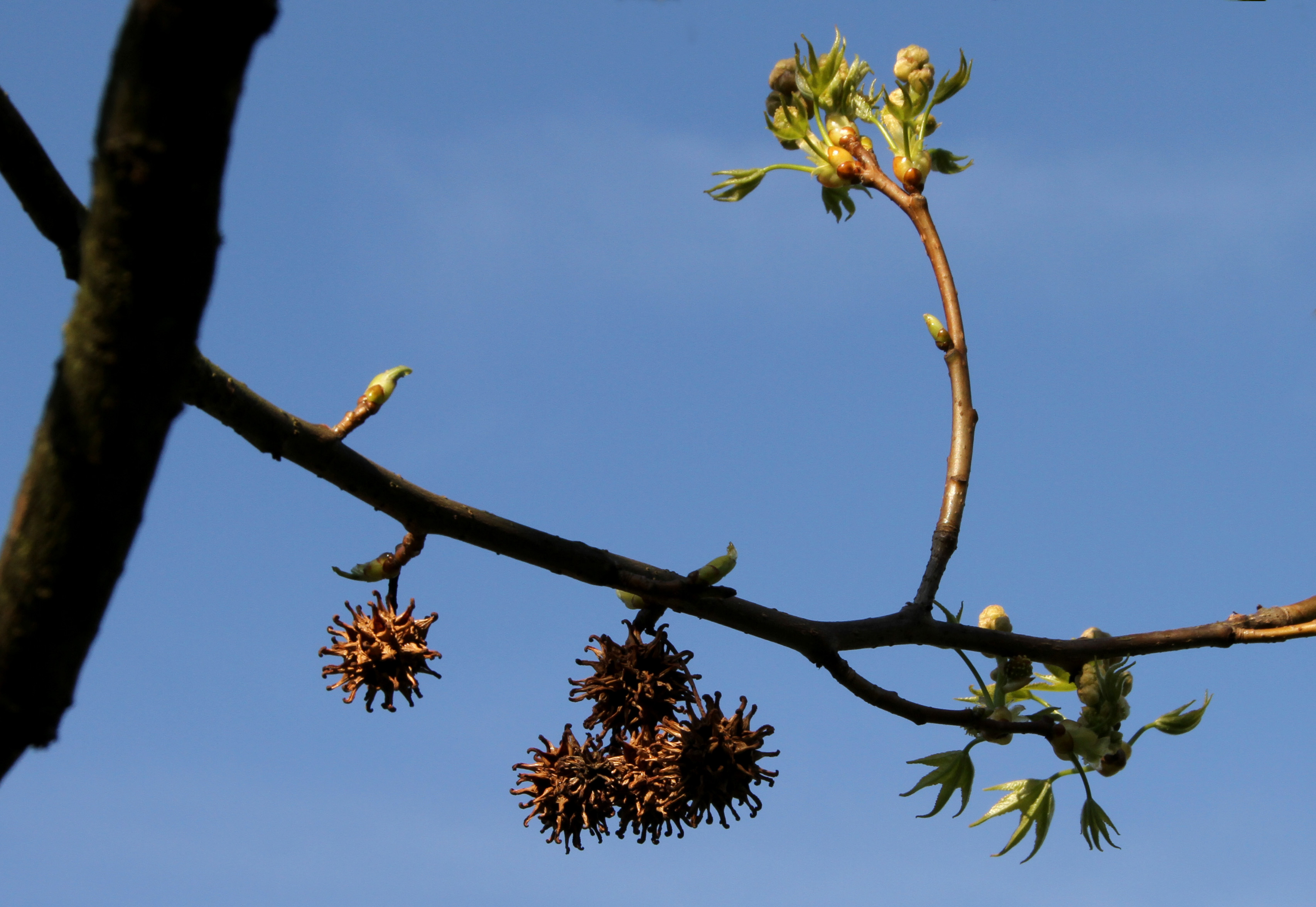
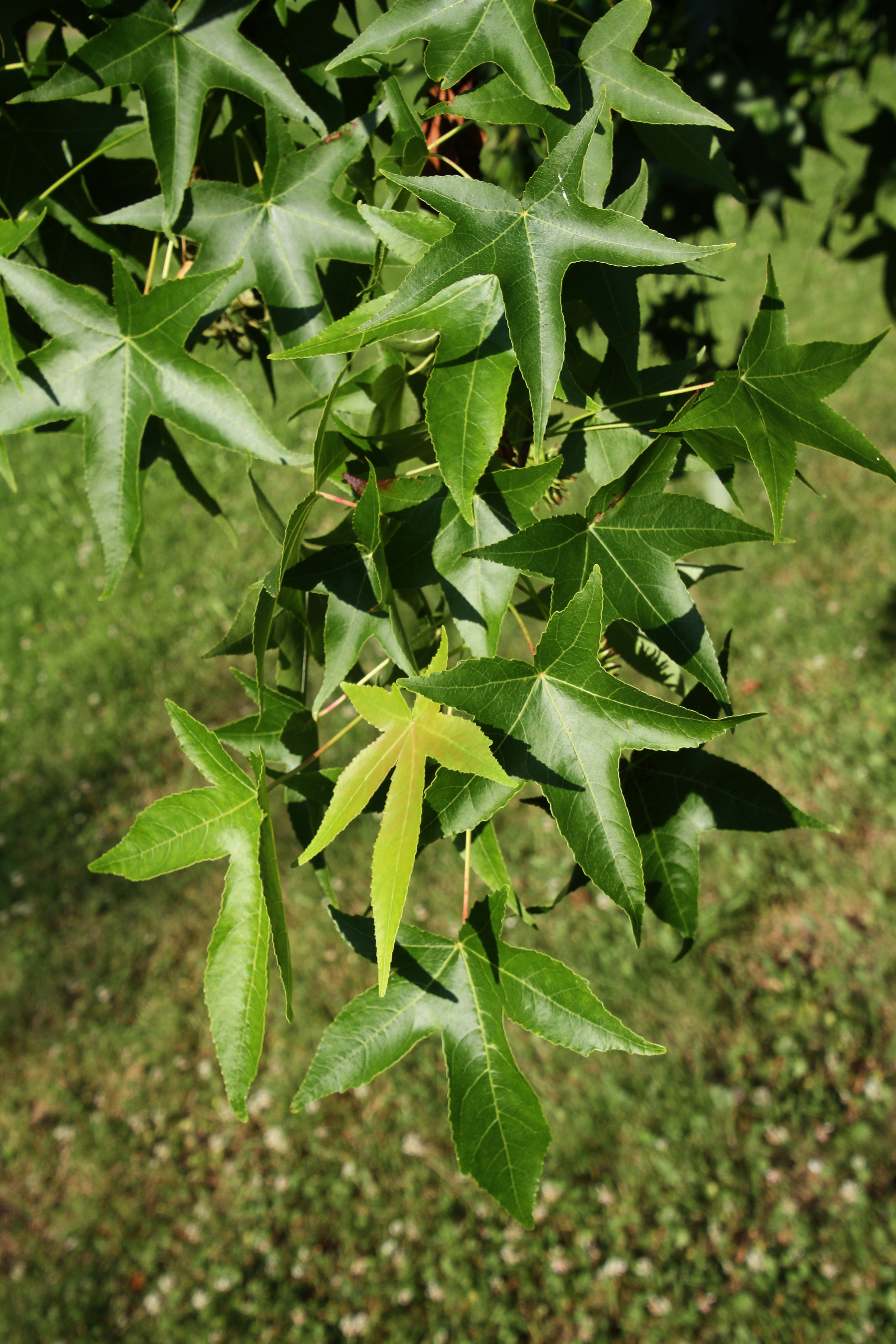
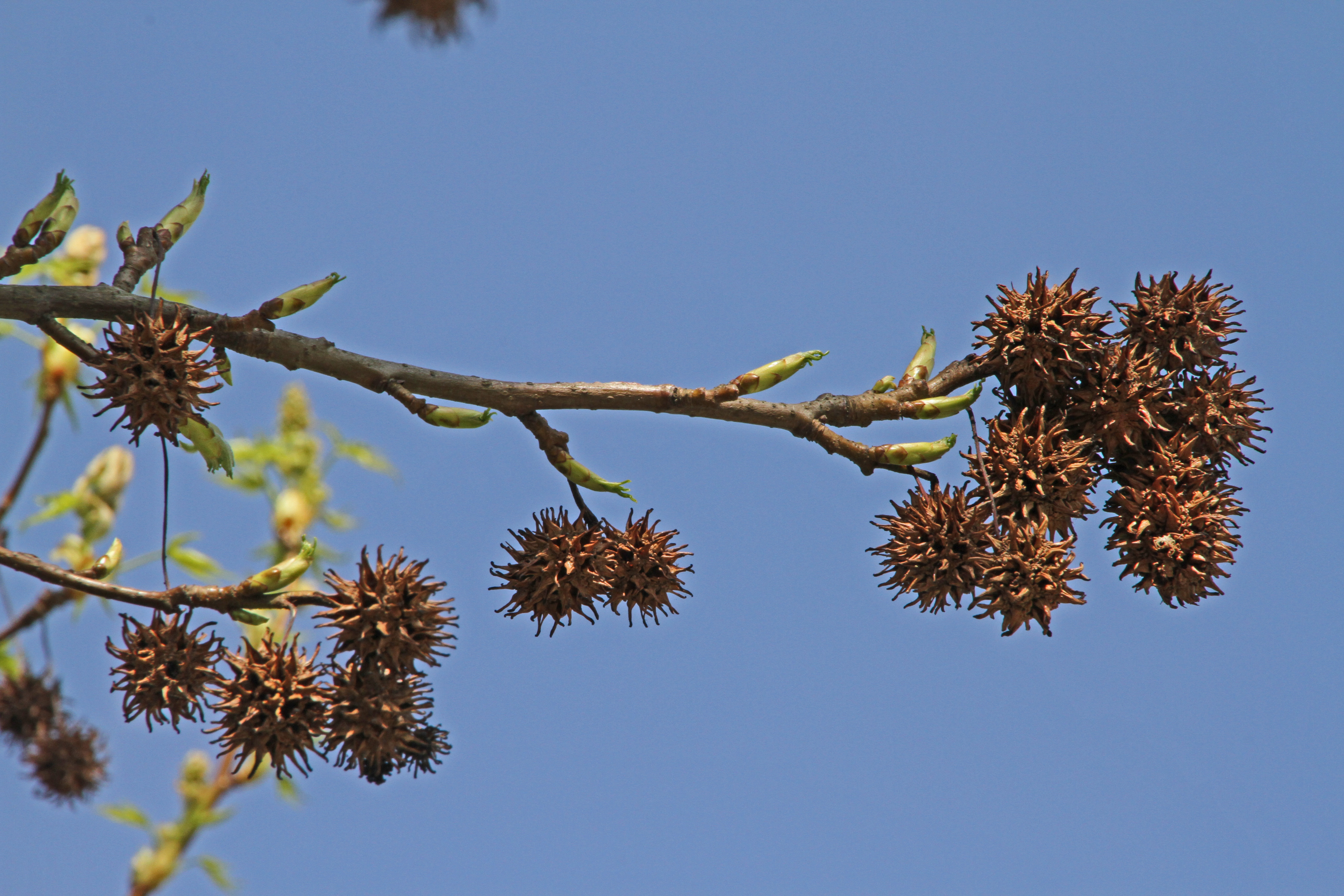
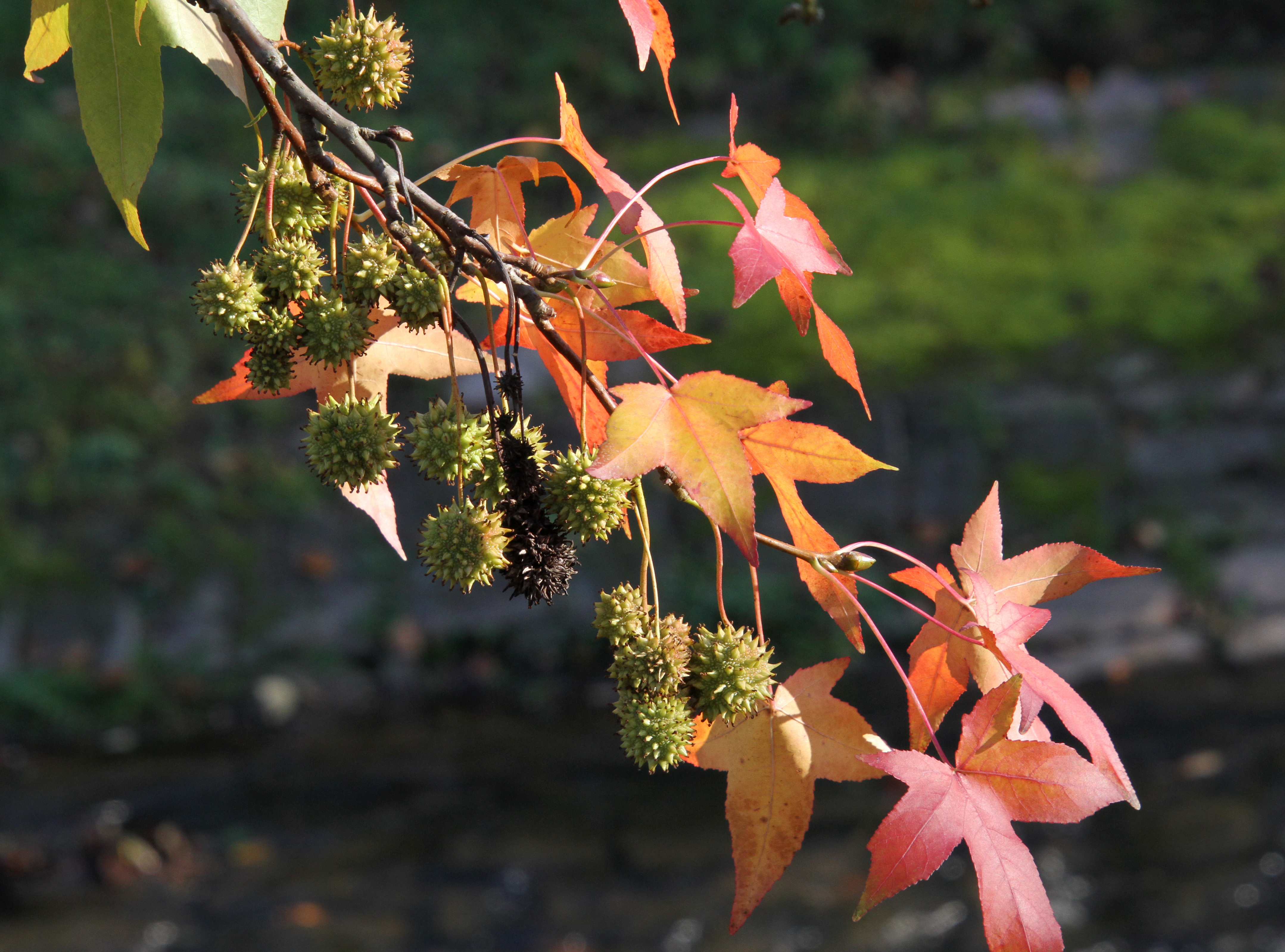
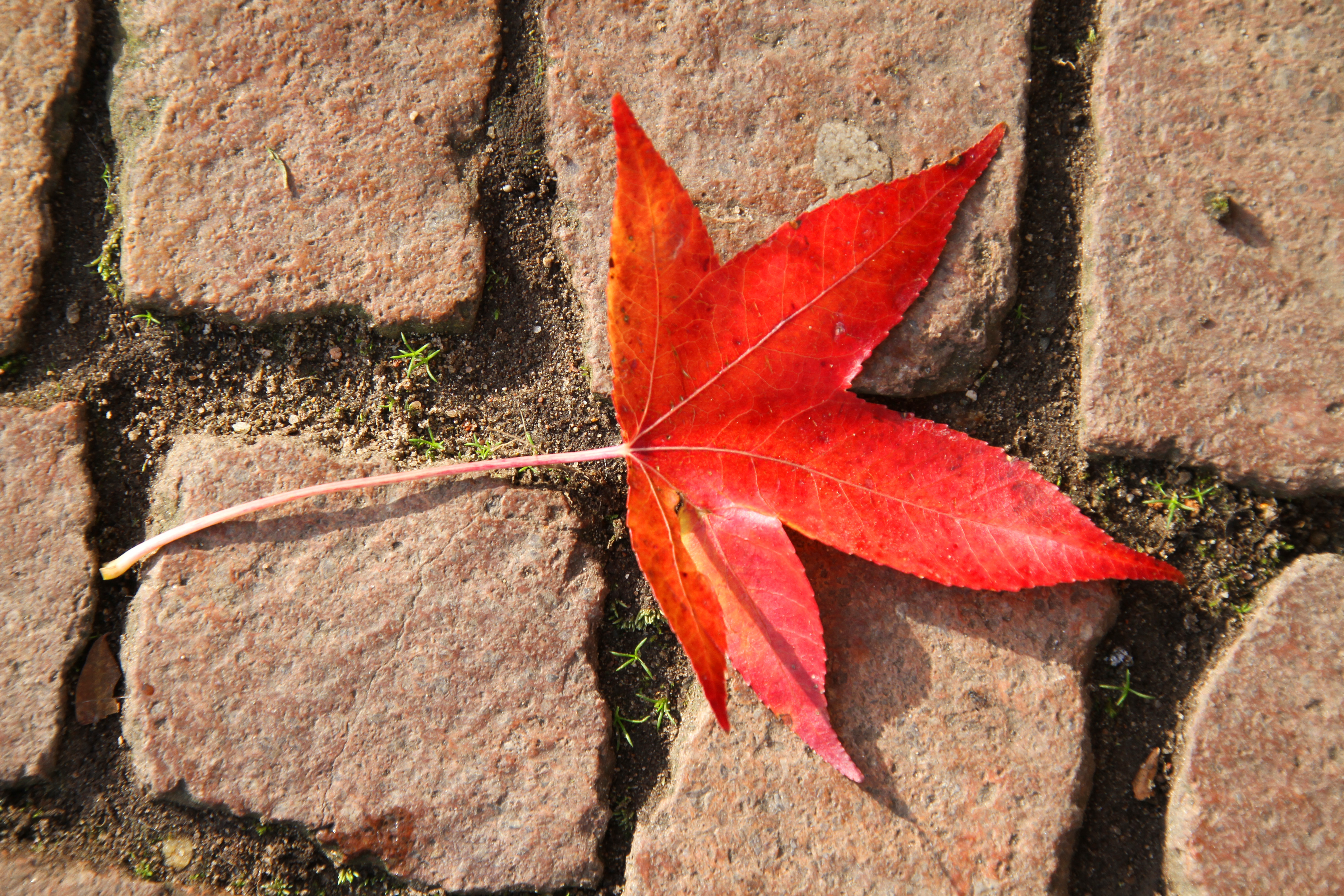
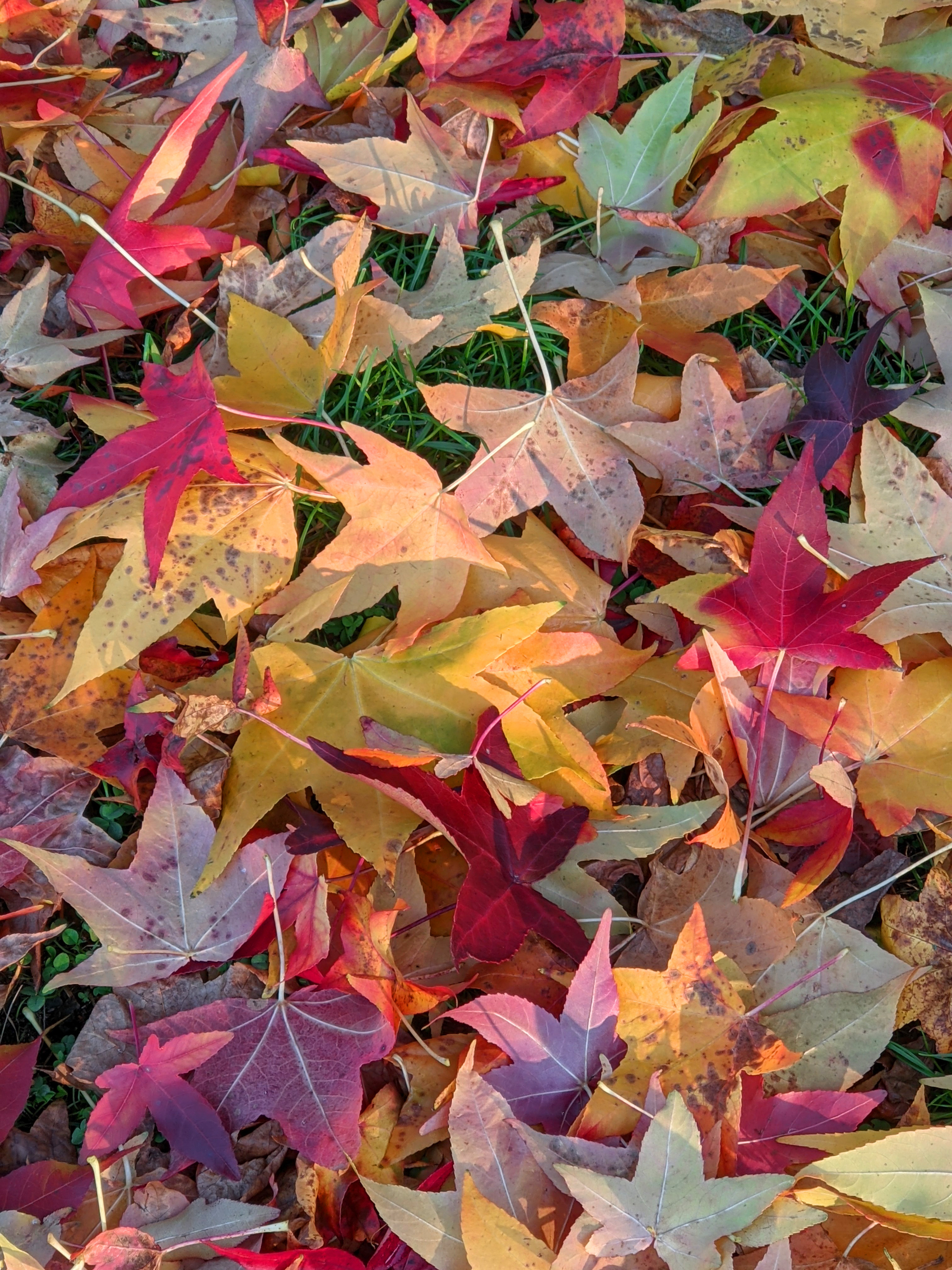